# イエズス会社会司牧センター

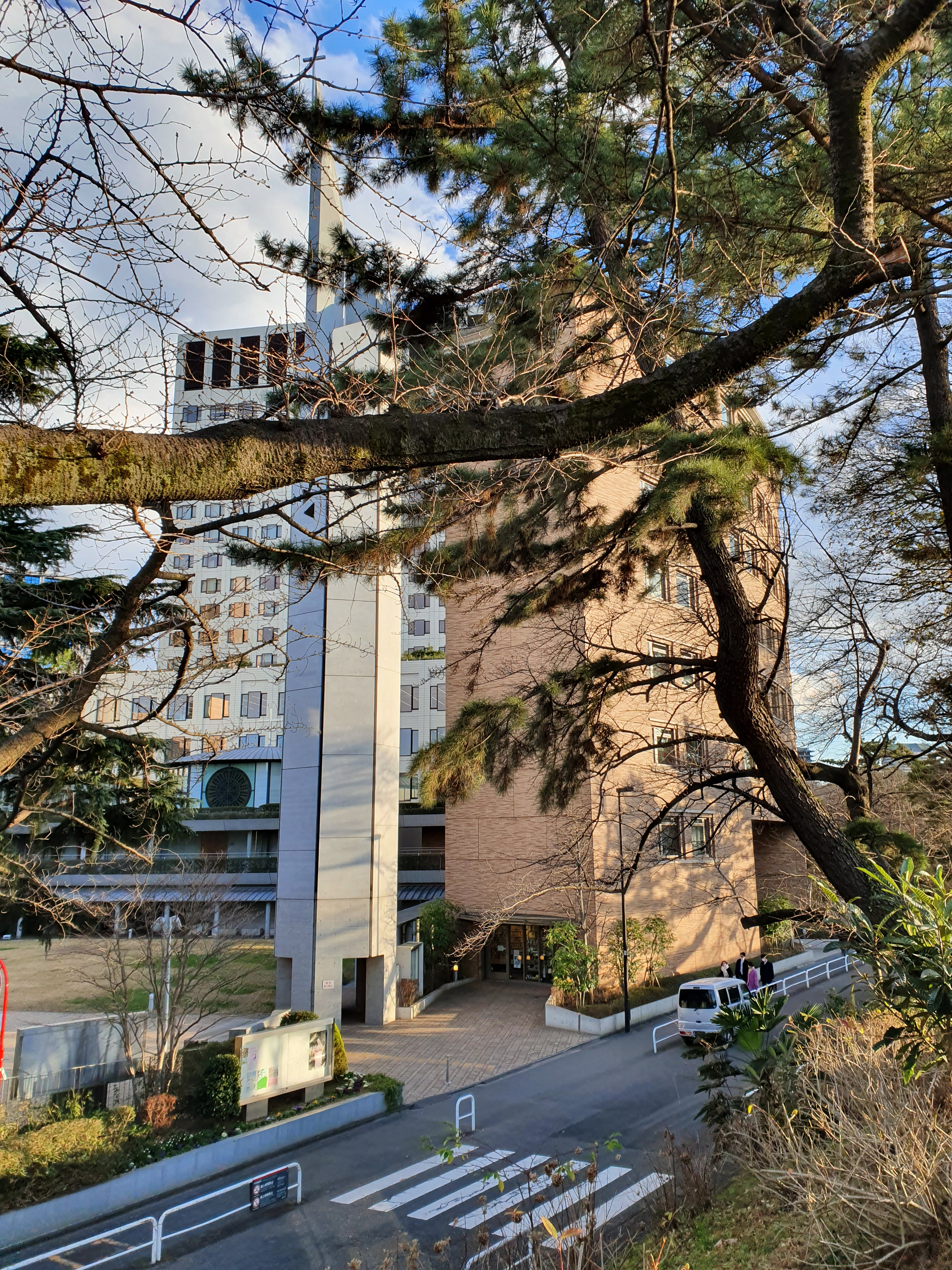
イエズス会社会司牧センター（2021年1月10日撮影）

イエズス会社会司牧センター（イエズスかいしゃかいしぼくセンター、英語: Jesuit Social Center Tokyo）はイエズス会が社会問題を扱うために運営している機関である。「人々が神の似姿としての尊厳と自由を享受し、差別されることなく平和に生きることができる健全な社会秩序、人々が人間として成長し、社会の向上に貢献できるような社会秩序の建設に、深く参与」していくことを目的とする。2009年10月現在の所長は同会の安藤勇神父。

## 沿革
- 1981年4月 - 東京都新宿区に設立（現在は千代田区麹町に移転[2]）
- 1984年5月 - ニュースレター「社会司牧通信」発刊
- 2006年7月 - カトリック麹町教会で25周年記念講演会・交流会を開催

## 活動
セミナー
教会と協同して人権や環境、不公正な開発、格差の問題などについてのセミナーを開催している。
ネットワーキング
世界各国におけるカトリック教会の社会活動や、他の市民団体との協力、ネットワーク作りを行っている。
研究・出版
カトリック信仰と社会正義に関する研究を行い、それに基づき社会司牧通信を出版している。同紙は隔月刊で英語版と日本語版とが発行され、社会司牧センターのウェブサイト上でも公開されている。イエズス会第30代総長アドルフォ・ニコラス師も総長選出前の日本滞在期に同紙に寄稿している。